# 北京航天飛行制御センター

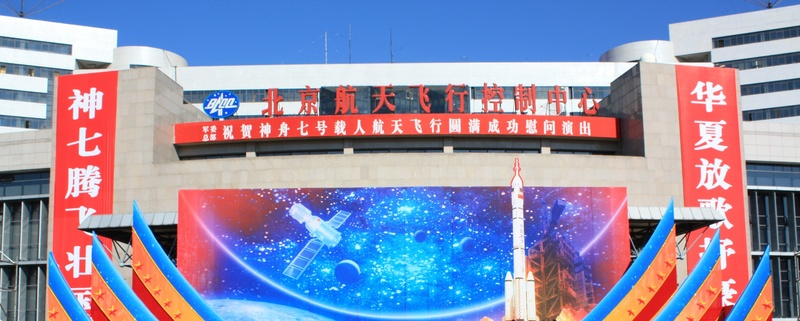
神舟7号ミッションの後のBACCの施設の様子

北京航天飛行制御センター（ペキンこうてんひこうせいぎょセンター、中：北京航天飞行控制中心、英: Beijing Aerospace Flight Control Center、BACC）は、中華人民共和国の宇宙計画におけるミッションコントロールセンター。
北京航天飛行制御センターは、1996年の設立以来、神舟1号から神舟4号の無人飛行、神舟5号から神舟7号の有人飛行、中国の月探査計画のミッションを遂行してきた。
もとは北京航天指挥控制中心（英：Beijing Aerospace Command and Control Center, BACCC）という名称だったが、2009年に現在の名前に変更された。